# WONDERLAND (少年隊のアルバム)
『WONDERLAND』（ワンダーランド）は1986年12月21日にワーナー・パイオニアからリリースされた少年隊の1枚目となるミニ・アルバム。

## 収録曲
1. ヴギウギ・キャット! [4:31]
作詞：安井かずみ
作曲：加藤和彦
編曲：新川博
2. FRIDAY NIGHT
作詞：田口俊
作曲：中崎英也
編曲：戸塚修
錦織一清ソロ
3. My Little Simple Words
作詞：戸沢暢美
作曲：Joey Carbone
編曲：船山基紀
植草克秀ソロ
4. 永遠 （とわ） の恋人
作詞：田口俊
作曲：和泉常寛
編曲：船山基紀
東山紀之ソロ